# Grant Show
Grant Alan Show (Detroit, 27 de fevereiro de 1962) é um ator americano mais conhecido por seu papel em Melrose Place como Jake Hanson. Desde 2017, interpreta o bilionário e magnata Blake Carrington em Dynasty.